# Rendon (Texas)
Rendón es un lugar designado por el censo ubicado en el condado de Tarrant en el estado estadounidense de Texas. En el Censo de 2010 tenía una población de 12552 habitantes y una densidad poblacional de 196,06 personas por km².

## Toponimia
Fundado como una oficina postal en el año 1891, se denominó Rendón en honor a Joaquín Rendón, propietario de las tierras donde se ubica el pueblo.  Rendón es una apellido de origen español.

## Geografía
Rendón se encuentra ubicado en las coordenadas 32°34′47″N 97°14′12″O / 32.57972, -97.23667. Según la Oficina del Censo de los Estados Unidos, Rendón tiene una superficie total de 64.02 km², de la cual 63.81 km² corresponden a tierra firme y (0.33%) 0.21 km² es agua.

## Demografía
Según el censo de 2010, había 12552 personas residiendo en Rendón. La densidad de población era de 196,06 hab./km². De los 12552 habitantes, Rendón estaba compuesto por el 85.28% blancos, el 5.86% eran afroamericanos, el 0.61% eran amerindios, el 0.89% eran asiáticos, el 0.02% eran isleños del Pacífico, el 5.54% eran de otras razas y el 1.8% pertenecían a dos o más razas. Del total de la población el 14.33% eran hispanos o latinos de cualquier raza.